# Koyama Kiyoshige
Koyama Kiyoshige (jap. 小山 清茂; * 15. Januar 1914 in Yawata, Landkreis Sarashina (heute: Nagano), Präfektur Nagano, Japan; † 6. Juni 2009) war ein japanischer Komponist und Musikpädagoge.
Er absolvierte 1933 die Nagano shihan gakkō („Normalschule Nagano“). Danach folgte eine 22 Jahre andauernde Tätigkeit als Lehrer an verschiedenen Schulen. 1955 konzentrierte er sich ausschließlich auf die Komposition. Komposition hatte er unter anderem bei Abe Kōmei sowie Ikenouchi Tomojirō (1906–1991) studiert. Seine erste Komposition nahm am Kompositionswettbewerb 1946 in der Composition division of the Music Competition of Japan teil. 1957, 1959 und 1962 bekam er für seine eingereichten Werke Auszeichnungen und Preise. Neben seiner Tätigkeit als Komponist war er auch – bis zu seiner Pensionierung – Professor an der Kōbe Yamate joshi tanki daigaku („Frauen-Kurzhochschule Kōbe-Yamate“; engl. Kobe Yamate Women's Junior College).

## Werke

### Werke für Orchester
- 1946 Shinano-bayashi for Orchestra
- 1953/1958 Japanese Folk Songs for Chamber Orchestra
- 1957 Kobiki-Uta for Orchestra
- 1959 Symphonic Suite "Nohmen" (Masks for Play)
- 1968 Ainu no Uta for string orchestra
- 1976 Hinauta No. 1 for Orchestra
- 1978 Hinauta No. 2 for Orchestra

### Werke für Blasorchester
- 1957/1970 Kobiki-Uta for Band
  1. Theme
  2. Bon Odori (Bon Dance)
  3. Asa no Uta (Morning Song)
  4. Finale
- 1971 Dai-Kagura for Band
- 1979 Hana-Matsuri for Band
- 1959 Symphonic Suite "Nohmen" (Masks for Play)
  1. Yorimasa
  2. Zo-onna
  3. Obeshimi

### Chormusik
- Lullaby of Itsuki für gemischten Chor

### Klaviermusik
- 1967 Kagome-Variation
- Children Songs for piano
- Collection of piano pieces
- Intro to piano thru Japanese harmony
- Coming Summer (Natsu-Wa Kinu)

### Werke für traditionelle japanische Instrumente
- 1962 Ubusuna for koto and other Japanese Musical Instruments
- 1962 Wagakki no Tame no Shijusokyoku Quartet for Japanese Instruments
- 1963 Okume - Okiku
- 1964 Waggaki no Tame no Gassokyoku
- 1965 Urashima Tarō Kodomo no Yume
- 1966 Fudo Yonsho
- 1968 Wagakki no Tame no Shijusokyoku Dai Niban Quartet for Japanese Instruments no. 2
- 1971 Akatsuchi ni naru imôto
- 1973 Wagakki no Tame no Gojusokyoku Quintet for Japanese Instruments
- 1976 Chidori ni yoru hen'yô (Transfiguration by Chidori)
- 1978 Wagakki no Tame no Hensokyoku Variations for Japanese Instruments
- 1980 Hagoromo
- 1985 Nenyamonya Hensokyoku Variations Nenyamonya
- 1996 Sakura Sakura for koto ensemble
- Tenchi Sosei
- Trio for 2 koto and Jushichigen

### Bühnenwerke
- 1972 Sansho Dayu Oper
- 1974 Konyaku Mondo Oper

## Weblink
- Bruce Eder: Kiyoshige Koyama bei AllMusic (englisch)

| Personendaten    | Personendaten                                                    |
| ---------------- | ---------------------------------------------------------------- |
| NAME             | Koyama, Kiyoshige                                                |
| ALTERNATIVNAMEN  | 小山清茂 (japanisch)                                             |
| KURZBESCHREIBUNG | japanischer Komponist                                            |
| GEBURTSDATUM     | 15. Januar 1914                                                  |
| GEBURTSORT       | Yawata (Nagano), Sarashina-gun (Nagano), Präfektur Nagano, Japan |
| STERBEDATUM      | 6. Juni 2009                                                     |